# اشغال لهستان (۱۹۳۹–۱۹۴۵)
اشغال لهستان توسط آلمان نازی و اتحاد جماهیر شوروی در جریان جنگ جهانی دوم در سپتامبر ۱۹۳۹ با تهاجم آن دو کشور به لهستان آغاز شد و تا مه ۱۹۴۵ میلادی و پایان جنگ جهانی ادامه یافت. در طی این دوره، قلمرو تاریخی لهستان میان آلمان نازی و شوروی تقسیم شده بود و هر دو قدرت تلاش داشتند با نابودی فرهنگ لهستان، مردم آن کشور را به زیر قیمومیت خود درآورند. در تابستان و پاییز ۱۹۴۱، سرزمین‌های لهستانی که توسط شوروی به خاک آن کشور انضمام یافته بودند توسط نیروهای آلمانی در جریان عملیات بارباروسا اشغال شدند. پس از چند سال جنگ، ارتش سرخ توانست ورماخت را شکست داده و از سمت اروپای مرکزی و شرقی وارد لهستان شود.
به باور تادوش پیوتروفسکی تاریخ‌دان، هر دو قدرت اشغالگر علیه استقلال لهستان، فرهنگ آن و مردمش اقدام کردند. پیش از عملیات بارباروسا، آلمان و شوروی سیاست‌های خود مربوط به لهستان را در جریان کنفرانس‌های گشتاپو–ان‌کاوه‌ده با هم هماهنگ کردند و برنامه‌های خود برای مقابله با جنبش مقاومت لهستان را در میان گذاشتند.
نزدیک به ۶ میلیون شهروند لهستانی — بالغ بر ۲۱٫۴ درصد از جمعیت وقت لهستان — میان سال‌های ۱۹۳۹ و ۱۹۴۵ در نتیجه جنایت‌های جنگی کشته شدند و نیمی از ایشان را لهستانی‌های بومی و نیم دیگر را یهودیان لهستانی تشکیل می‌دادند. بیش از ۹۰ درصد کشته‌شدگان غیرنظامی بودند؛ چرا که بیشتر غیرنظامیان به عمد توسط نیروهای شوروی و نازی مورد هدف قرار می‌گرفتند. در کل، نازی‌های ۵٬۴۷۰٬۰۰۰–۵٬۶۷۰٬۰۰۰ لهستانی از جمله ۳٬۰۰۰٬۰۰۰ یهودی را کشتند؛ عملی که در دادگاه نورنبرگ به عنوان حرکتی سازمان‌یافته و عمدی برای پاکسازی نژادی شناخته شد.